# Ismaning Challenger 2023
L'Ismaning Challenger 2023, conosciuto anche come Wolffkran Open by Tannenhof 2023, è stato un torneo maschile di tennis professionistico giocato sul sintetico indoor. È stata la 7ª edizione del torneo, facente parte della categoria Challenger 75 nell'ambito dell'ATP Challenger Tour 2023. Si è giocato al Tennis Club Ismaning e.V. di Ismaning, in Germania, dal 30 ottobre al 5 novembre 2023.

## Partecipanti

### Teste di serie
| Nazionalità          | Giocatore           | Ranking* | Testa di serie |
| -------------------- | ------------------- | -------- | -------------- |
| Svizzera             | Dominic Stricker    | 96       | 1              |
| Germania             | Maximilian Marterer | 106      | 2              |
| Stati Uniti          | Maxime Cressy       | 113      | 3              |
| Sudafrica            | Lloyd Harris        | 141      | 4              |
| Bosnia ed Erzegovina | Damir Džumhur       | 151      | 5              |
| Regno Unito          | Jan Choinski        | 152      | 6              |
| Ucraina              | Vitaliy Sachko      | 166      | 7              |
| Svizzera             | Marc-Andrea Hüsler  | 174      | 8              |
| Francia              | Harold Mayot        | 178      | 9              |

* Ranking al 23 ottobre 2023.

### Altri partecipanti
I seguenti giocatori hanno ricevuto una wild card per il tabellone principale:
- Daniel Masur
- Max Hans Rehberg
- Marko Topo

I seguenti giocatori sono entrati in tabellone come alternate:
- Mathias Bourgue
- Alibek Kachmazov

I seguenti giocatori sono passati dalle qualificazioni:
- João Sousa
- Kacper Żuk
- Louis Wessels
- Andrew Paulson
- Antoine Bellier
- Mats Rosenkranz

Il seguente giocatore è entrato in tabellone come lucky loser:
- Marius Copil

## Punti e montepremi
| Torneo    | Torneo              | V     | F     | SF    | QF    | 2T    | 1T  | Q | Q2  | Q1  |
| Singolare | Punti               | 75    | 50    | 30    | 16    | 7     | 0   | 4 | 2   | 0   |
| Singolare | Premi in denaro (€) | 9,880 | 5,820 | 3,450 | 2,000 | 1,165 | 720 | – | 360 | 185 |
| Doppio    | Punti               | 75    | 50    | 30    | 16    | –     | 0   | – | –   | –   |
| Doppio    | Premi in denaro (€) | 4,250 | 2,450 | 1,480 | 880   | –     | 500 | – | –   | –   |

## Campioni

### Singolare
Antoine Bellier ha sconfitto in finale  Maximilian Marterer con il punteggio di 7–6(5), 6(5)–7, 7–6(6).

### Doppio
Sriram Balaji /  Andre Begemann hanno sconfitto in finale  Constantin Frantzen /  Hendrik Jebens con il punteggio di 7–6(4), 6–4.